# Jean-Frédéric Nardin
Jean-Frédéric Nardin est un pasteur luthérien du Pays de Montbéliard, disciple de Philipp Jacob Spener, promoteur du piétisme et précurseur du Réveil.

## Biographie
Jean-Frédéric Nardin est né à Héricourt (Haute-Saône) le 29 août 1687, dans le foyer du pasteur Daniel Nardin, pasteur du temple Saint-Martin de Montbéliard, et de Marie Duvernoy, elle-même fille de pasteur. Le jeune homme est très tôt destiné à la carrière pastorale. À cette époque, le duc de Wurtemberg, suzerain de Montbéliard, afin d'assurer que le luthéranisme strict soit enseigné dans ses états, impose aux futurs pasteurs de suivre leurs études de théologie à l'Université de Tübingen. Là, Jean-Frédéric Nardin entre en contact avec le piétisme et son inspirateur Philipp Jacob Spener.
En 1714, il occupe son premier poste pastoral à Héricourt. Il ranime la piété de cette paroisse, forme de petits groupes de prière (collegia pietatis) comme cela se pratique à Tübingen et marque les esprits par ses sermons très clairs. Il enseigne aussi aux moins instruits dans son presbytère et compose des « Hymnes et cantiques spirituels ». Son zèle et son caractère impatient suscitent cependant rapidement une vive opposition et des plaintes sont déposées contre lui. Il n'hésite pas en effet, dans des sermons quelque peu enflammés, à malmener ceux de ses paroissiens qui, en "luthériens relâchés et dissolus" se contentent de leur appartenance à l’Église, "nation pleine de souillure et d'abominations" ! Destitué en 1717, il est nommé en 1718 au diaconat de Blamont grâce à une intervention de l'intendant de Franche-Comté. Dans cette paroisse située à l'autre extrémité du Comté de Montbéliard, son ministère suscite heureusement moins de critiques. Il meurt le 7 décembre 1728, à seulement 41 ans.

## Postérité et influence
Malgré la brièveté de sa vie, l'influence de Jean-Frédéric Nardin sur le protestantisme français et suisse est très importante.
À son instigation, le piétisme se développe considérablement dans le pays de Montbéliard. Ce développement se poursuit largement après sa disparition. D'autre part, un recueil de soixante-cinq de ses sermons, édité pour la première fois en 1735 à Bâle sous le titre "Le prédicateur évangélique", puis réédité 5 fois, ce qui représente plusieurs milliers d’exemplaires, circule pendant des décennies dans toutes les vieilles familles du pays de Montbéliard et bien au-delà, puisque la "Société des Amis", fondée en 1812 à Genève par Ami Bost, Émile Guers et Henri-Louis Empeytaz, que l'on peut considérer comme le point de départ du Réveil protestant francophone, en fait l'une de ses lectures régulières aux côtés de l'Imitation de Jésus-Christ ou du catéchisme de Heidelberg.
Les principaux animateurs du Réveil genevois ont recommandé les sermons de Jean-Frédéric Nardin : Ami Bost disait que c'était  « la  joie  et  l’allégresse  de  son  cœur » ; Félix Neff le considérait comme le seul ouvrage vraiment important à posséder après la Bible, et ses sermons comme « les seuls vraiment évangéliques en langue française » ; par la suite l'ouvrage a été diffusé par les colporteurs du Réveil dans l'ensemble des régions françaises.

## Œuvres
- "Le prédicateur évangélique ou sermons édifiants pour les dimanches et les principales fêtes", 1re édition Bâle, 1735 ; puis Montbéliard, 1750, 1754 ; Paris, 1821 ; Strasbourg, 1847 ; Paris 1910. Ce recueil contient 65 sermons ce qui permet d'en méditer un pour chaque dimanches et chaque fête de l’année ecclésiastique[2].
- "Psaumes et cantiques spirituels", édités par David-Étienne Choffin élève de Nardin, Halle, 1740, 1755. Un manuscrit daté 1718 et intitulé "Cantiques spirituels sur différentes matières édifiantes et chrétiennes pour l'édification et instruction des âmes qui cherchent la réalité d'un christianisme solide et intérieur" se trouve à la Bibliothèque de la Bourgeoisie de Berne[6].

## Sources
- J. J. Duvernoy, Vie de J. F. Nardin, en tête de l'édition des sermons de 1754 et de toutes les éditions suivantes ; traduite et publiée en allemand par David-Étienne Choffin, Halle, 1759.
- E. et E. Haag, La France Protestante, t. 8, 1858, p. 3-5.
- O. Douen, dans Encyclopédie des Sciences religieuses de F. Lichtenberger, t. 9, 1880, p. 530-532. — G..